# Wayne Rostad
Wayne Rostad est un animateur de télévision et un musicien canadien. Il est l'hôte de l'émission On The Road Again sur Radio-Canada. 

## Biographie
Sa carrière commence en 1969 lorsqu'il est disc jockey à Smiths Falls en Ontario. Auteur de plusieurs chansons, il devient présentateur de nouvelles à Kingston en 1970.
Ayant déménagé dans La Vallée-de-la-Gatineau en 1972, il décide de poursuivre sa carrière musicale, travaillant aux stations CKBY et CJBN d'Ottawa.
Ayant lancé son premier album en 1979, il reçoit deux nominations pour les prix Juno et il gagne un Big Country Award. La même année, la CBC l'engage pour animer une émission sur la vie rurale au Canada, appelée Country Report.
Country Report change de nom en 1987 et devient On The Road Again. Son émission lui a valu quatre prix Gemini et il est choisi pour animer plusieurs soirées de prix et évènements spéciaux. Rostad a été décoré de l'Ordre du Canada.